# جوف حقاني
الجوف الحُقَّاني (بالإنجليزية: glenoid cavity)‏ أو (بالإنجليزية: glenoid fossa of scapula)‏ هو جزء من الكتف، والاسم مأخوذ من اللفظة (باليونانية: gléne)‏ (بمعنى: تَجْوِيف، نُقْرَة، مَغْرِز، socket).
والجوف الحُقاني سطح مفصلي كمثري الشكل يقع على زاوية جانبية من لوح الكتف، ويتوجه أفقياً وإلى الأمام، ويتمفصل مع الطرف العلوي من عظم العضد (رأس عظم العضد)، وجزئه السفلي أوسع من أعلاه، وقطره الرأسي أطول من العرضي.
هذا التجويف يشكل مع عظم العضد: المفصل الحُقاني العضدي، الذي هو مفصل زلالي من نوع «الكرة والمقبس» (مفصل كروي). ويثبت عظم العضد في داخل تجويف الحُقاني عن طريق الرأس الطويل لوتر العضلة ذات الرأسين العضدية، حيث ينشأ هذا الوتر على الحافة العلوية للتجويف الحُقاني ويدور على الكتف ليربط عظم العضد مع التجويف الحُقاني. وتعزز الكفة المدورة أيضاً هذا المفصل بوتر العضلة فوق الشوكة الذي يثبت رأس عظم العضد في التجويف الحُقاني.
التجويف الحُقاني صغير، ويغطي على الأكثر ثلث «كرة» رأس عظم العضد، وليس عميقاً بما فيه الكفاية ليثبت المفصل. يكتسي سطح التجويف الحُقاني بغضروف نصف شفاف، ويدور حول حواف التجويف المرتفعة قليلا غضروف ليفي هو الرباط الحُقاني (بالإنجليزية: Glenoid labrum)‏ الذي يدور حول حافة التجويف ويعمل كإطار يعمّق التجويف أكثر بالدوران حوله (انظر الصورة) ليمكّن مفصل الكتف من التثبت. هذا الغضروف عُرضة للتمزق بسبب حركات الكتف المتكررة. في حال التمزق يُعرف بالإسم المختصر الشائع SLAP اختصارا ل (بالإنجليزية: Superior Labral  Anterior-Posterior lesion)‏ ، أي: أذية الحافة الأمامية العلوية والحافة السفلية ، أو تمزق الشفا العلوي من الأمام إلى الخلف والتي تعرف اختصارا ب (SLAP tear) تمزق SLAP أو (SLAP lesion) أذية SLAP .
بالمقارنة مع الحُقّ (مفصل الورك)، فإن الجوف الحُقّاني صغير نسبياً مما يجعل المفصل الحُقاني العضدي (مفصل الكتف) أكثر عرضة للخلع. الأربطة والعضلات القوية تمنع خلع مفصل الكتف في معظم الحالات.

صغر التجويف الحقاني وكونه قليل العمق مسطح قليلاً، يسمح للمفصل الحقاني العضدي (مفصل الكتف) بأعظم قابلية تحرك بالمقارنة مع كل مفاصل الجسم الأخرى، مما يتيح 120° درجة انثناء دون مساعدة. وهذا يتحقق أيضا بفضل قابلية الحركة الكبيرة للوح الكتف.

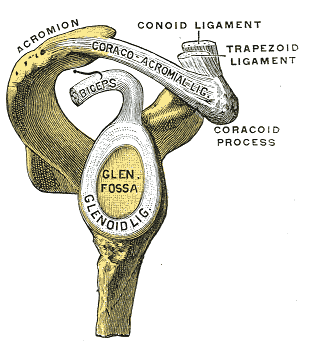
الرباط الحُقاني يُرى في الصورة مستديرا يحيط بحافة التجويف الحُقاني، ليعمّق هذا التجويف.

## التطور
تفسيرات البقايا الأحفورية لما تبقى من أحافير هياكل عظمية من نوع: أسترالوبيثكس الإفريقي (STS 7) (باللاتينية: Australopithecus africanus) ومن نوع: أوسترالوبيثيكوس أفارينيسيس (أو: أسترالوبيثكس العفري وتُعرف أيضا باسم: لوسي) (AL 288-1) (الاسم نسبة إلى منطقة عفر الأثيوبية) تشير إلى أن الحفرة الحُقانية كانت متوجهة أكثر لأعلى ناحية الجمجمة في تلك الأنواع، وذلك بالمقارنة مع البشر في العصر الحديث. وهذا يعكس أهمية وضعية الأطراف العلوية (الذراعين)، ويقترح أن هذه القرود قد احتفظت بتحورات التحرك الشجري، أما على الجانب الآخر في البشر المعاصرين، فإن وضعية الاتجاه الجانبي للحفرة الحُقانية تعكس انخفاض وضعية الذراعين فيهم بالمقارنة مع هذه الأنواع من القردة. 

### في الديناصورات
العظام الرئيسية للحزام الصدري في الديناصورات هي: عظم الكتف والناتئ الغرابي، وكلاهما متمفصلان مباشرة مع الترقوة. ويسمى الجزء من عظم الكتف الذي يتمفصل مع عظم العضد (الذي يوجد في الذراع) باسم الجوف الحُقاني، والذي أهمية ترجع إلى أنه يحدد نطاق الحركة لعظم العضد.

## صور اضافية

عظم الكتف الأيسر. الجوف الحقاني يظهر باللون الأحمر.
الجوف الحقاني يظهر باللون الأحمر.
الجوف الحقاني يظهر باللون الأحمر. تم ازالة عظم عضد من الصورة لزيادة توضيح الجوف الحقاني.
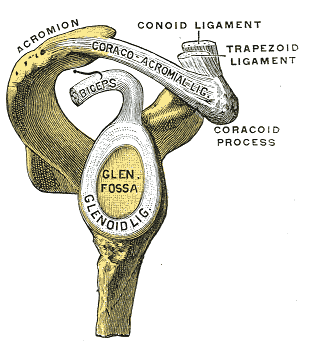
الحفرة الحقانية للجانب الأيمن.
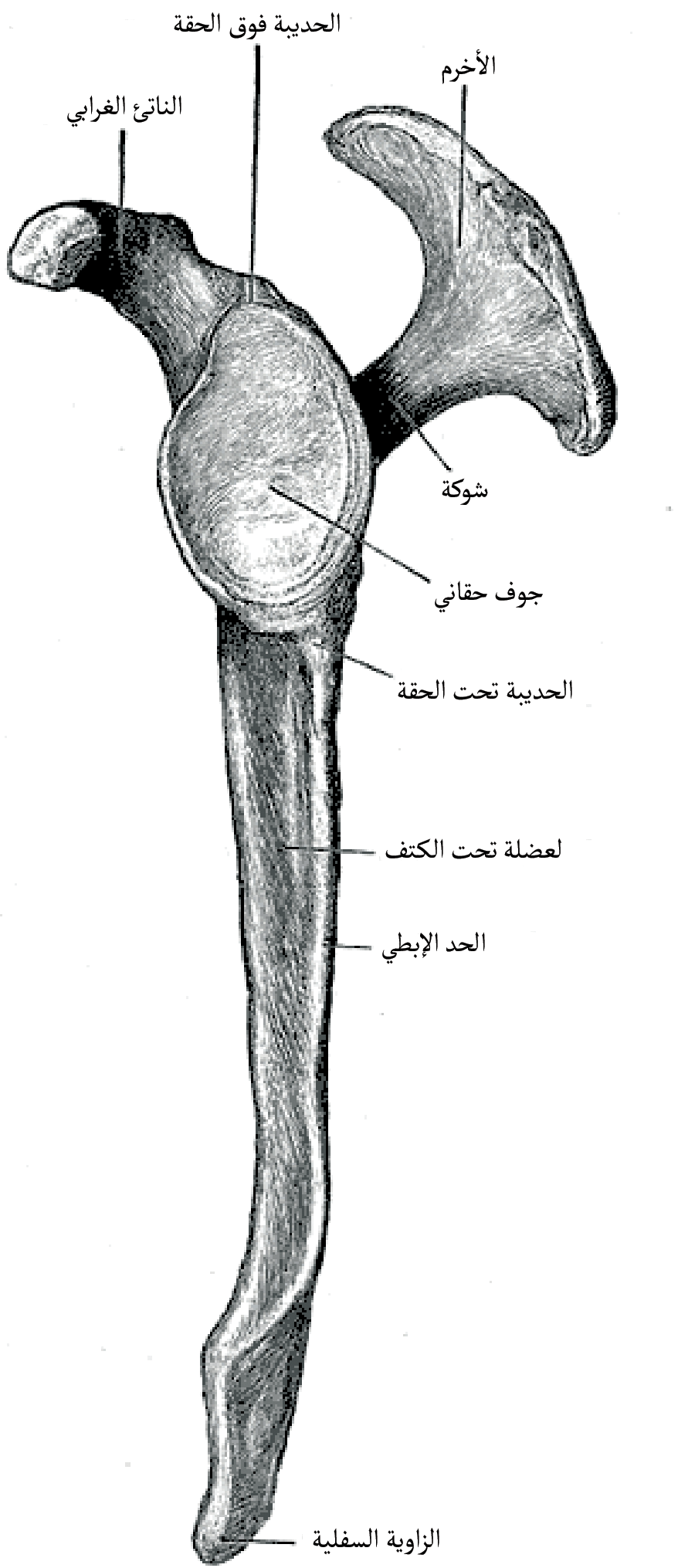
عظم الكتف الأيسر. عرض جانبي.
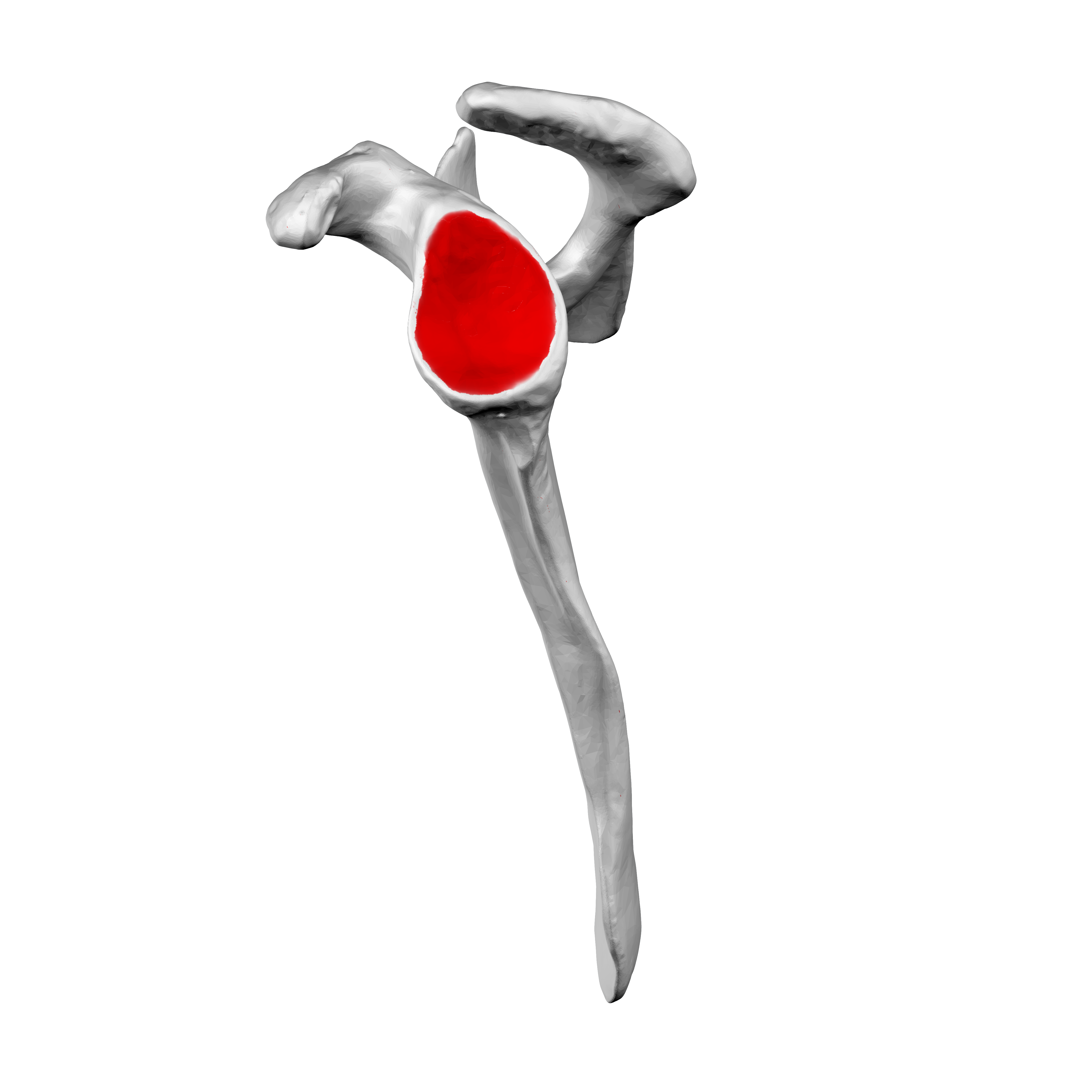
عظم الكتف الأيسر. عرض جانبي. فجوة الجوف الحقاني تظهر باللون الأحمر.
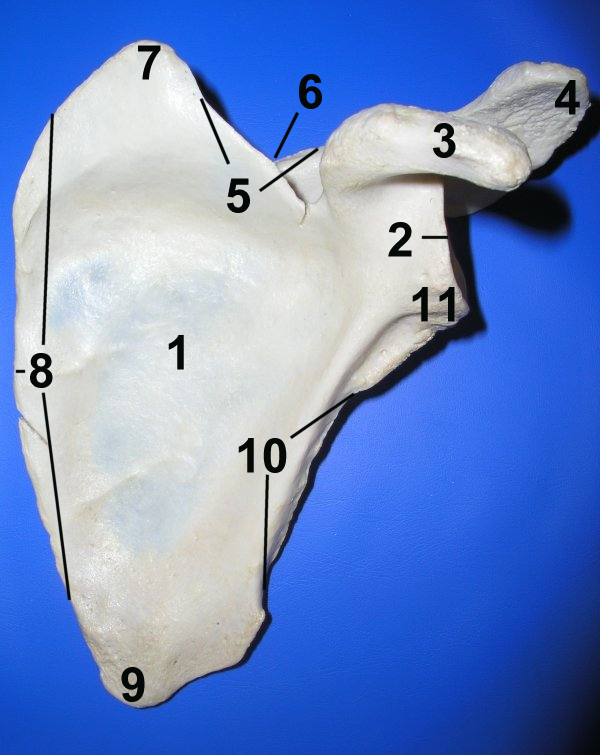
عرض أمامي للوح الكتف الأيسر تظهر التجويف الحقاني ، رقم 2 في الصورة.
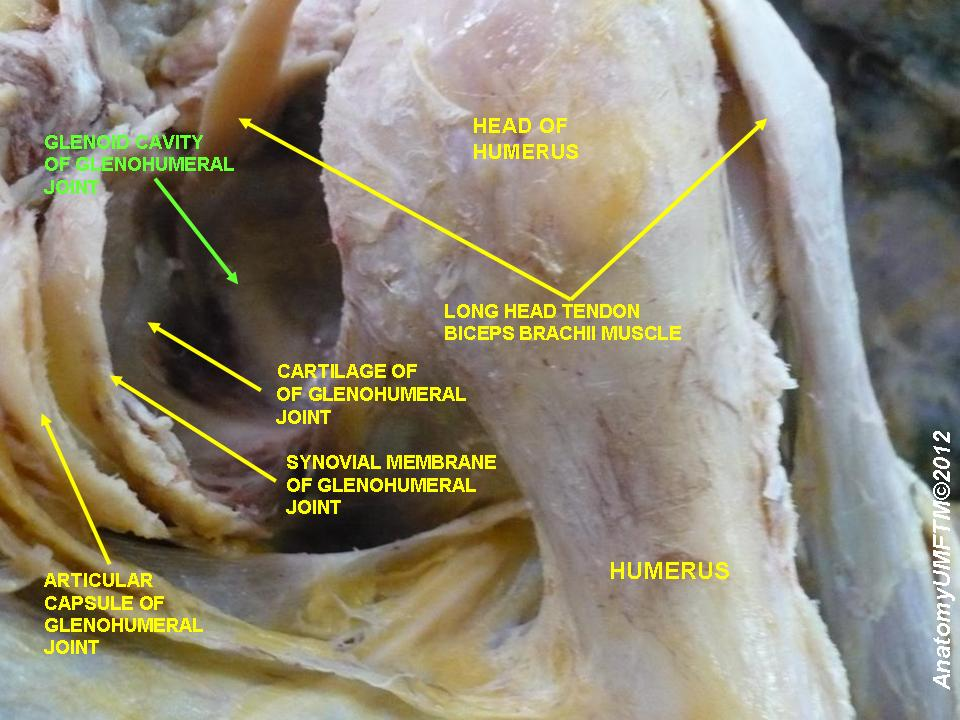
التجويف الحقاني للمفصل الحقاني العضدي (مفصل الكتف).
تحريك المفصل الحقاني العضدي (مفصل الكتف). العضلة المعروضة هي العضلة تحت الكتف (إلى اليمين) و العضلة تحت الشوكة (في أعلى اليسار)، والعضلة المدورة الصغيرة (في أسفل اليسار).
المفصل الحقاني العضدي (مفصل الكتف). العضلة الظاهرة في الصورة هي العضلة فوق الشوكة (بالإنجليزية: Supraspinatus muscle)‏.